# Newport Beach (Kalifornija)
Newport Beach je grad u američkoj saveznoj državi Kalifornija. Prema popisu stanovništva iz 2010. u njemu je živjelo 85.186 stanovnika.